# Anna Le Moine
Anna Maria Le Moine –también conocida por su primer nombre de casada Anna Maria Svärd– (nacida Anna Maria Bergström, Sveg, 30 de octubre de 1973) es una deportista sueca que compitió en curling. Su hermana Kajsa compitió en el mismo deporte.
Participó en dos Juegos Olímpicos de Invierno, obteniendo dos medallas, oro en Turín 2006 y oro en Vancouver 2010.
Ganó dos medallas de oro en el Campeonato Mundial de Curling, en los años 2005 y 2006, y seis medallas en el Campeonato Europeo de Curling entre los años 1999 y 2008.

## Palmarés internacional
| Juegos Olímpicos   | Juegos Olímpicos                  | Juegos Olímpicos | Juegos Olímpicos |
| Año                | Lugar                             | Medalla          | Prueba           |
| ------------------ | --------------------------------- | ---------------- | ---------------- |
| 2006               | Turín (Italia)                    | Medalla de oro   | Equipo           |
| 2010               | Vancouver (Canadá)                | Medalla de oro   | Equipo           |
| Campeonato Mundial |                                   |                  |                  |
| Año                | Lugar                             | Medalla          | Prueba           |
| 2005               | Paisley (Reino Unido)             | Medalla de oro   | Equipo           |
| 2006               | Grande Prairie (Canadá)           | Medalla de oro   | Equipo           |
| Campeonato Europeo |                                   |                  |                  |
| Año                | Lugar                             | Medalla          | Prueba           |
| 1999               | Chamonix (Francia)                | Medalla de plata | Equipo           |
| 2003               | Courmayeur (Italia)               | Medalla de oro   | Equipo           |
| 2004               | Sofía (Bulgaria)                  | Medalla de oro   | Equipo           |
| 2005               | Garmisch-Partenkirchen (Alemania) | Medalla de oro   | Equipo           |
| 2007               | Füssen (Alemania)                 | Medalla de oro   | Equipo           |
| 2008               | Örnsköldsvik (Suecia)             | Medalla de plata | Equipo           |